# Quintus Pleminius
Quintus Pleminius est en 204 av. J.-C. un légat propréteur (legatus pro praetore) du consul  Scipion l'Africain  ; ce dernier lui confie la reconquête puis l'occupation de Locres dans le Bruttium. Le pillage du trésor du sanctuaire de  Proserpine à Locres et les exactions commises par Pleminius contre sa population obligent l'intervention d'une délégation du Sénat romain, pour expier le sacrilège, indemniser les Locriens et arrêter Pleminius. Il est transféré à Rome, mais son procès traine en longueur, et sa mort en prison est l'objet de récits contradictoires.

## Prise de Locres

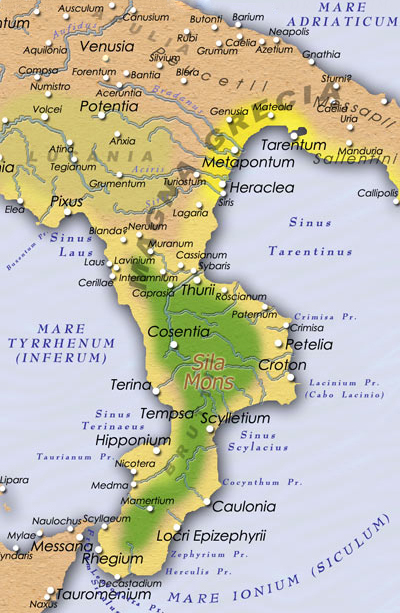
Rhegium et Locres, à l'extrémité du Bruttium

L'année 205 av. J.-C., Scipion est consul avec l'objectif d'attaquer Carthage en Afrique. Le Sénat lui attribue la Sicile comme province avec l'autorisation de passer en Afrique s'il le croit utile aux intérêts de la République.
Sous le commandement de Scipion, le légat propréteur Pleminius est responsable de la garnison romaine de Rhegium. La cité voisine de Locres est sous contrôle carthaginois, elle est célèbre par son sanctuaire dédié à Proserpine, le plus impressionnant des sanctuaires d'Italie au dire de Diodore de Sicile,,. Des Locriens réfugiés à Rhegium incitent les Romains à reprendre leur cité. Pleminius mène une force de 3 000 hommes et réussit à prendre d'assaut l'une des deux citadelles de Locres, l'autre citadelle restant occupée par les Carthaginois. L'arrivée de l'armée d'Hannibal Barca devant Locres oblige Scipion a intervenir personnellement depuis Messine avec sa flotte. Après une escarmouche, l'armée carthaginoise se replie, et Scipion installe une garnison romaine à Locres, sous le commandement de Pleminius et de deux tribuns militaires.

## Violence et désordre
En l'absence de Scipion, mais la garnison romaine est partagée entre celle du légat Pleminius et celle des tribuns militaires. Les soldats d'occupation commencent les actes de pillage, d'abord isolés, puis touchant les trésor du sanctuaire de Proserpine. Le récit de Tite-Live décrit des violences qui vont croissantes, comme si les soldats et leurs chefs étaient pris de folie pour leur impiété. La répression des bagarres entre pillards dégénère en conflit entre les officiers rivaux. Pleminius fait arrêter, dépouiller et fouetter les tribuns militaires. Leurs hommes ripostent en assaillant Pleminius, qu'ils mutilent aux oreilles et au nez. Apprenant ces troubles, Scipion revient, confirme l'autorité de Pleminius, et ordonne que les tribuns soient envoyés à Rome pour y être jugés. Mais dès le départ de Scipion pour la Sicile, Pleminius fait saisir les tribuns, les fait torturer à mort et laisse leurs corps sans sépulture. Puis, il se venge des Locriens qu'il soupçonnait d'avoir informé Scipion. 
Pendant ce temps, les envoyés locriens qui s'étaient rendus à Rome racontent en détail au Sénat comment les excès des soldats romains dépassaient ceux des Carthaginois. Ils se plaignent des viols généralisés commis contre des femmes et des garçons traînés hors de leurs maisons, et du pillage sacrilège du temple de Proserpine.

## Intervention sénatoriale
La plainte des Locriens devient aussitôt à Rome un problème politique et religieux majeur. Le récit de Tite-Live traduit les craintes religieuses des conséquences du sacrilège de Pleminius. Son impiété est une menace pour la communauté romaine, comme le prouve le précédent du pillage commis par Pyrrhus, puni par une série d'échecs et une mort sans gloire.
Sur le plan politique, le sénateur Fabius Maximus, adversaire de la stratégie offensive proposée par Scipion, propose d'arrêter Pleminius pour le juger à Rome, et de poursuivre devant le peuple son supérieur Scipion qui est intervenu hors de la province que le Sénat lui avait assigné.
Le Sénat statue sur une décision plus modérée et envoie une commission d'enquête de dix sénateurs dirigée par le préteur Marcus Pomponius Matho, accompagné de deux tribuns de la plèbe et d'un édile,. La présence de ces derniers est surprenante, car ils n'ont pas de pouvoir aussi loin de Rome. 
À Locres, la commission s'empresse de réparer au nom de la République le sacrilège commis : elle restitue au sanctuaire le double des trésors volés et effectue les sacrifices expiatoires préconisés par les pontifes. La commission rend aussi aux Locriens tous les biens volés qu'elle peut récuperer. 
Pleminius qui a pris la fuite est capturé et ramené à Locres. Il y a plusieurs versions de son arrestation. Tite-Live en rapporte deux. Dans l'une, Pleminius s'est enfui lorsqu'il a entendu parler de l'enquête et a tenté de se refugier à Naples ; il est capturé en route par le légat Quintus Caecilius Metellus, consul de 206 av. J.-C. Dans l'autre, Scipion lui-même a envoyé un escadron d'élite de cavalerie pour arrêter Pleminius et l'a remis à la commission. Diodore de Sicile rapporte une version similaire à la seconde, plus flateuse pour Scipion : Scipion convoque Pleminius en Sicile, le jette dans les chaînes, puis le remet aux deux tribuns de la plébe de la commission.

## Jugement et fin
Pleminius comparait devant le préteur Pomponius et les plaignants locriens. Il est déclaré coupable avec trente-deux de ses hommes. Selon la procédure normale, il doit être remis aux Locriens pour application d'une peine capitale, mais il est expédié à Rome et emprisonné. Yann Rivière souligne en effet que Pomponius n'avait que le mandat d'enquêter et de ramener Pleminius à Rome, et non de le juger et de condamner, ce que confirme Valère Maxime « [le Sénat] le fit traîner à Rome chargé de chaînes »,.
Les tribuns de la plèbe le font comparaitre plusieurs fois devant les comices, procédure qui est celle pour les cas de perduellio (haute-trahison), mais Pleminius serait décédé en prison avant la fin de son procès,. Selon Valère-Maxime, Pleminius mourut en prison d'une maladie affreuse (taeterrimo genere morbi consumptus est). L'imprécision de Tite-Live sur cette détention amène les historiens à plusieurs interprétations : détention préventive avant le procés définitif, rétention avant une exécution sans cesse repoussée, ou peine de prison à vie.
Tite-Live rapporte une autre version de la fin de Pleminius, qu'il tire d'une autre source : Pleminius, toujours emprisonné en 194 avant J.-C., obtient d'un certain nombre d'hommes qu'ils couvrent son évasion en mettant le feu en divers points de Rome. Cela devait avoir lieu pendant les Jeux Sacrés (Ver sacrum) promis par P. Sulpicius Galba. Le complot est découvert et signalé au Sénat. En application d'un senatus-consulte, Pleminius est transféré à la prison du Tullianum où il est mis à mort.